# Voleanșciîna, Volodarsk-Volînskîi
Voleanșciîna (în ucraineană Волянщина) este un sat în comuna Rîjanî din raionul Volodarsk-Volînskîi, regiunea Jîtomîr, Ucraina.

## Demografie
Componența lingvistică a localității Voleanșciîna
     Ucraineană (98,67%)
     Rusă (1,33%)
Conform recensământului din 2001, majoritatea populației localității Voleanșciîna era vorbitoare de ucraineană (98,67%), existând în minoritate și vorbitori de rusă (1,33%).